# Jean Olry
Pour les articles homonymes, voir Olry.
Jean Olry (Metz, 21 juillet 1623 - Cassel, 1707) est un notaire huguenot français, exilé en Allemagne. Il a laissé un récit remarquable de son aventure. 

## Biographie
Jean Olry naît à Metz dans les Trois-Évêchés en 1623. Filleul du receveur général de la cité, son avenir semble assuré. Après des études juridiques, Jean Olry devient avocat le 3 novembre 1645. Il achète une charge de notaire royal et s'installe à Metz. Il épouse la fille du contrôleur provincial des guerres en Lorraine, en Allemagne et au Luxembourg, assurant ainsi sa position de notable à Metz. 
Alors qu'il mène une vie prospère, conforme à ses préceptes, Jean Olry doit se démettre de sa charge notariale, après la révocation de l’Édit de Nantes. En 1687, les dragons du roi de France, vaillamment combattu par le duc Charles V de Lorraine, lui font abjurer sa foi. Il est aussitôt condamné au bannissement et envoyé aux Antilles. Là, il découvre, sous les chaînes de l'exil, un paradis terrestre, qui le marquera profondément. Il s'échappe finalement par la mer, via la Dominique, rejoignant l'Europe sur un navire hollandais. Toujours banni, il s'installe finalement à Cassel, en Allemagne, où il écrit le récit de ses aventures, qu'il fera publier en 1690.
Ayant retrouvé les siens en exil à Cassel, Jean Olry décède en 1707, à l'âge avancé de 84 ans. Son récit, plein d’émotions, attisera la compassion de ses contemporains.

## Sources
- Jean Olry, La persécution de l’Église de Metz décrite par le Sieur Jean Olry, 1690, deuxième édition accompagnée de notices et de notes, par Othon Cuvier, Paris, 1859.
- Biographie de Jean Olry